# Liste der Ehrenbürger der Hochschule für Musik Würzburg
Dies ist eine Liste der Personen, denen von der Hochschule für Musik Würzburg die Würde eines Ehrenbürgers verliehen wurde.

## Ehrenbürger
- Wolfgang Bäumer
Professor
- Lotte Kliebert (1887–1991)
Musikerin und Gründerin des Studios für Neue Musik in Würzburg
- Waldemar Lietfien (1890–1991)
Stifter und Violinschüler am Staatskonservatorium Würzburg
- Voces Quartett
Iosi, Rumänien
  - Buhor Prelipcean
  - Anton Diaconu
  - Constantin Stanciu
  - Dan Prelipcean
- Hertha Stegmann
Stifterin